# Jordão Pattinama
Jordão Pattinama (Spijkenisse, 1 maart 1989) is een Nederlands voetballer van Molukse afkomst. Tijdens zijn korte profcarrière speelde hij voor Feyenoord en SBV Excelsior, waarna hij verderging in de hogere regionen van het amateurvoetbal. Ook kwam hij uit voor het officieuze Zuid-Moluks voetbalelftal.

## Biografie
Pattinama speelde in de jeugd bij SV Deltasport Vlaardingen. Later ging hij naar Feyenoord en hij debuteerde op 9 maart 2009, als invaller voor Andwelé Slory, bij Feyenoord in de uitwedstrijd tegen NAC Breda. In zijn eerste wedstrijd was hij meteen belangrijk met een assist op Jon Dahl Tomasson. Ook kreeg hij deze wedstrijd een gele kaart.
In het seizoen 2009/2010 zou hij voor Excelsior gaan spelen, maar trainer Alex Pastoor wenste geen beroep te doen op zijn diensten en stuurde hem al snel terug naar Feyenoord. Daar maakte hij het seizoen af in het beloftenteam. In mei 2010 werd bekend dat Pattinama ging spelen voor de amateurs van SC Feyenoord, dat uitkwam in de Hoofdklasse, destijds het vierde niveau van het Nederlands voetbalsysteem. Voor SC Feyenoord maakte Pattinama tijdens het seizoen 2010/11 achttien doelpunten verspreid over het competitie- en bekervoetbal.
In 2011 ging hij spelen bij VV Nieuwenhoorn, ook in de Hoofdklasse. In 2013 kwam hij SV Deltasport versterken, waar zijn vader Ton Pattinama hoofdtrainer was. Met SV Deltasport werd Pattinama kampioen van de Eerste klasse B, en werd promotie afgedwongen naar de Hoofdklasse.
In het seizoen 2014/15 kwam hij uit voor RVVH. In de zomer van 2015 trok Pattinama naar vv Capelle. Op 27 oktober 2015 maakte Pattinama de winnende treffer in de verlenging van de uitwedstrijd tegen FC Dordrecht in het toernooi om de KNVB Beker. Dit deed hij met een schot van 49 meter afstand.
Na meerdere seizoenen in de landelijke amateurcompetities, bouwde Pattinama vanaf 2017 af bij SV Deltasport, SV CWO en HBSS in het districtsvoetbal.
Pattinama kwam tijdens zijn voetbalcarrière eveneens meerdere malen uit voor het Zuid-Moluks voetbalelftal.

## Statistieken
| Seizoen   | Club            | Wedstrijden | Goals | Competitie     |
| --------- | --------------- | ----------- | ----- | -------------- |
| 2008/09   | Feyenoord       | 3           | 0     | Eredivisie     |
| 2009/10   | Excelsior       | 4           | 0     | Eerste divisie |
| 2010/11   | SC Feyenoord    | 26          | 6     | Derde divisie  |
| 2011/12   | VV Nieuwenhoorn | 24          | 8     | Derde divisie  |
| 2012/13   | Deltasport      | ??          | 24    | Eerste klasse  |
| 2013/14   | SV Deltasport   | ??          | 9     | Derde divisie  |
| 2014/15   | RVVH            | ??          | 4     | Derde divisie  |
| 2015/2016 | vv Capelle      | 27          | 11    | Derde divisie  |
| 2016/2017 | vv Capelle      | 14          | 2     | Derde divisie  |

## Persoonlijk
Jordão Pattinama is de zoon van Ton Pattinama en de tweelingbroer van Edinho Pattinama.